# 유럽 고속도로 014호선
유럽 고속도로 014호선(European route E014)은 카자흐스탄 우샤랄에서 도스틱까지 이르는 유럽 고속도로 노선으로, 총 연장은 164 km이다.

## 경로
- 카자흐스탄
  - 우샤랄
  - 도스틱(영어판)